# Avior Airlines
Avior Airlines C.A. è una compagnia aerea con sede a Barcelona, Venezuela. Opera servizi di linea e charter in Venezuela e nei Caraibi meridionali, nonché a Miami dalla sua base all'aeroporto Internazionale General José Antonio Anzoátegui. Attualmente è la più grande compagnia aerea a capitale privato in Venezuela in termini di flotta, destinazioni e oltre 1800 dipendenti a livello nazionale e internazionale.

## Storia
Fondata da Jorge Luis Añez Dager e Rafael Ciarcia Walo, la compagnia aerea ha iniziato ad operare nel 1994 utilizzando inizialmente un Cessna Skymaster a cinque posti per i voli charter verso l'Isola Margarita e Canaima. In realtà, l'aeromobile era totalmente di proprietà di Jorge Añez Dager.
Nel 2009, Avior Airlines era entrata in una crisi fallimentare, per la quale la maggior parte delle sue destinazioni erano state sospese, e i loro 11 Beechcraft 1900D avevano lasciato la flotta. Negli anni successivi, Avior Airlines è uscita dalla crisi e ha ripreso le operazioni.
Nel 2012, Avior Airlines ha annunciato la creazione di una nuova filiale denominata Avior Regional, che avrebbe coperto le vecchie rotte sospese nel 2009, nonché l'acquisto di 4 Boeing 737-400 per i voli internazionali. Nel 2013 è arrivato il primo di loro e anche il primo Fokker 50 di Avior Regional, operato però dalla compagnia principale fino a metà 2014.
Dal 2015 Avior Airlines ha avviato un ambizioso processo di espansione della flotta e delle destinazioni, con l'obiettivo di favorire la connettività aerea venezuelana; a seguito della riduzione dei voli di compagnie aeree straniere verso il Paese, attualmente è la compagnia aerea venezuelana con la maggiore numero di destinazioni al di fuori del territorio venezuelano.
Il 3 dicembre 2017, Avior Airlines è stata aggiunta all'elenco dei vettori aerei vietati nell'Unione europea a causa del mancato rispetto dei requisiti di sicurezza.
Nel dicembre 2018, l'azienda ha ricevuto la certificazione IOSA, che riconosce i processi operativi e i sistemi di controllo delle compagnie aeree in termini di sicurezza. Ciò significa che Avior Airlines è entrata a far parte di una selezionata comunità di compagnie aeree in tutto il mondo con prestigio e fiducia riconosciuti, che apre nuove frontiere come la possibilità di operare direttamente in Europa (in futuro) e in altri continenti secondo standard operativi riconosciuti a livello internazionale.

## Destinazioni
Al 2022, Avior Airlines opera voli di linea tra Repubblica Dominicana e Venezuela.

## Avior Cargo
Avior Cargo è il servizio cargo della compagnia che opera sulle rotte della rete Avior con l'obiettivo di effettuare spedizioni di merci nazionali e internazionali.

## Flotta

### Flotta attuale
A gennaio 2024 la flotta di Avior Airlines è così composta:

### Flotta storica
Avior Airlines operava in precedenza con i seguenti aeromobili:
- Aero Commander 500
- Airbus A340-300
- Beechcraft 1900C
- Beechcraft 1900D
- Boeing 737-200
- Cessna 172
- Cessna 208B Grand Caravan
- Cessna Skymaster
- Dornier Do 28
- Embraer EMB 120
- Fokker 50

## Incidenti
- Il 3 marzo 2018, un Boeing 737-400 che copriva la rotta Barcelona-Guayaquil è uscito di pista durante l'atterraggio all'aeroporto Internazionale José Joaquín de Olmedo. Non sono stati riportati feriti e apparentemente l'aereo non ha subito danni strutturali. Le cause di questo inconveniente sono state principalmente dovute alla pista bagnata e alle forti piogge cadute in città.
- Il 22 novembre 2019, un Boeing 737-400 stava effettuando il servizio di un volo tra Valencia, Venezuela, e Bogotà, in Colombia. All'atterraggio all'aeroporto Internazionale El Dorado di Bogotà, il suo carrello di atterraggio principale destro ha subito un grave malfunzionamento che ne ha provocato il collasso, con una conseguente evacuazione una volta che l'aereo si è fermato.[7]
- Il 6 dicembre 2019, un Boeing 737-400, decollato alle 8 del mattino sulla rotta Lima-Caracas, ha subito una depressurizzazione 45 minuti dopo il decollo con 133 passeggeri e 8 membri dell'equipaggio a bordo; alcune persone hanno sofferto di mancanza di ossigeno incluso un bambino di sei mesi che è stato il più colpito. L'aereo ha dovuto effettuare una brusca discesa atterrando d'emergenza nella città di Tarapoto, in Perù. La compagnia ha inviato un aereo sostitutivo per rispettare l'itinerario programmato.